# Antonio Bernieri (politico)
Antonio Bernieri (Lucca, 8 maggio 1917 – Milano, 11 febbraio 1990) è stato un partigiano e politico italiano.

## Biografia
Nacque in una famiglia di industriali del marmo, crescendo nella città di Carrara. Negli anni trenta si iscrisse alla facoltà di lettere e filosofia, aderendo al movimento antifascista. Nel 1935 si trasferì a Roma, seguendo l'amico Ruggero Zangrandi che aveva fondato l'Agenzia giornalistica italiana. Arrestato nel 1942 dall'OVRA, venne liberato nel 1943. Aderì alla Resistenza e, successivamente, fu eletto nelle file del Partito Comunista Italiano alla Camera dei deputati dal 1948 al 1958.
Morì nel febbraio 1990 all'età di 72 anni.